# Tokugawa Ienari
En aquest nom japonès, el cognom és Tokugawa.
Tokugawa Ienari (徳川 家斉, 18 de novembre del 1773 – 22 de març del 1841), fou fill del shogun Tokugawa Ieharu, va ser l'onzè shōgun del shogunat Tokugawa del Japó, i va governar entre el 1786 i el 1837, sent el shōgun que més temps va governar (50 anys). Va ser conegut com un degenerat que tenia unes 900 dones i va tenir 55 fills (en la pel·lícula Nemuri Kyoshiro).
La majoria dels fills d'Ienari van ser adoptats per varius daimyō del Japó, i alguns van tenir rols importants en el Bakumatsu i en la Guerra Boshin. Alguns d'ells com: Hachisuka Narihiro (Tokushima han), Matsudaira Naritami (Tsuyama han), Tokugawa Narikatsu (primer en la branca Shimizu-Tokugawa i després al Wakayama han), Matsudaira Narisawa (Fukui han), i altres.
Durant el seu govern hi havia un accés de corrupció, i va desembocar a la Fam de Tenme (1832 – 1837) on milers de persones van morir.